# Савранський район
Савра́нський райо́н — колишня адміністративна одиниця на півночі Одеської області, на відстані 200 км від обласного центру. Адміністративний центр — Саврань.
Савранський район засновано 7 березня 1923 року. Ліквідований з 17 липня 2020 року відповідно до Постанови Верховної Ради України «Про утворення та ліквідацію районів» від 17 липня 2020 року. На його основі була створена Савранська селищна громада.

## Географія
Район межував з Кіровоградською (Гайворонський і Благовіщенський райони) та Миколаївською (Кривоозерський район) областями, Любашівським та Балтським районами Одещини.
Загальна площа району становить 618 км² (61800 га), із них сільськогосподарських земель — близько 32000 га. Площа лісів, переважно дубових та соснових, — 11500 га, близько 600 га відведено для лісозахисних смуг.
Територією району протікають такі річки: Південний Буг, Савранка та її ліва притока Яланець. Вся територія району належить до басейну Південного Бугу.
Східна частина Савранського району розташована на південних відрогах Придніпровської височини, решта території належить до Подільської височини (поверхня підвищена (175—200 м), пологохвиляста) та являє собою чергування вододілів та річних долин з перепадом висот 50-60 (100) м.

## Історія
Перші писемні згадки про поселення на території Савранського району відносяться до другої половини XIII та XIV ст. У літописах згадуються поселення Саврань, Кам'яне, Осички, Концеба.
Під час повстання Богдана Хмельницького, у 1649 р. у Саврані було розташовано загін ногайців, союзних з військами Хмельницького.
Під час Німецько-радянської війни у Савранському районі було створено партизанських загін «Буревісник».
- Савранський район засновано 7 березня 1923 року у складі Балтської округи Одеської губернії УСРР (з Савранської волості)

- з лютого 1931 р. район приєднано до Кривоозерського р-ну.

- у лютому 1933 р. район відновлено постановою ВУЦВК № 70 «Про утворення Савранського району на території Одеської області».

- з 1962 року Савранський район був ліквідований і приєднаний до Любашівського району; колишні села Піщанського р-ну (Піщанська, Пужайківська, Шляхівська сільради) та Плосківська сільрада відійшли до Балтського району.

- 8 грудня 1966 року Президія Верховної Ради УРСР Указом «Про утворення нових районів Української РСР» утворила в Українській РСР 81 новий район, у тому числі була відновлена діяльність Савранського району у складі Савранської селищної, Бакшанської, Вільшанської, Кам'янської, Неделківської, Полянецької сільських рад Любашівського району, та Концебівської сільської ради Балтського району.[3]

## Адміністративний устрій
В Савранському районі налічується 21 населений пункт, який підпорядкований 1 селищній та 10 сільським радам.

## Населення
Населення району станом на 1.01. 2009 року становило 20,0 тис. осіб, економічно активне населення 10,3 тис. осіб, в промисловості району зайнято 210 осіб, в будівництві — 86 особи, в сільському та лісовому господарстві — 2770 осіб. За національним складом в районі 95 % населення складали українці.
Станом на січень 2015 року кількість мешканців району становила 19 143 осіб, з них міського населення — 6 428 (власне Саврань), сільського — 12 715 осіб.
За переписом 2001 року розподіл мешканців району (включно з райцентром) за рідною мовою був наступним:
- українська — 95,95 %
- російська — 2,44 %
- румунська — 1,12 %
- вірменська — 0,14 %
- болгарська — 0,11 %
- білоруська — 0,06 %

## Економіка
Сільське господарство — основний сектор економіки району, в якому зайнято 26 % всього працездатного населення. Площа ріллі становить 37023 га, в тому числі в сільгосппідприємствах 26215 га, в населення — 10808 га.
Природний потенціал району складає один гранітний кар'єр із видобутку щебеню всіх фракцій, два піщаних кар'єра та один глиняний.
На території Савранського району функціонує 126 одиниць підприємств торгівлі, 31 — громадського харчування, 31 пунктів побутового обслуговування, 3 магазини фірмової торгівлі різних форм власності, один кооперативний ринок в селищі.
В Савранському районі знаходиться 7 автозаправних станцій, 6 аптечних закладів різних форм власності, функціонують відділення банків: ЮГРУ ПриватБанк та ТВБВ № 3174/056 філія Любашівського відділення № 3174 ВАТ «Державний Ощадний банк».

## Транспорт
Транспортна інфраструктура Савранського району забезпечується вантажними і пасажирськими перевезеннями. Вантажні перевезення здійснюються приватними автомобілями, пасажирські перевезення забезпечує ТОВ «Саврань-експрес», яке обслуговує 3 міжміські маршрути (Одеса, Миколаїв, Київ), 8 приміських, функціонує такий вид послуг автотранспортного обслуговування населення як — таксі.
Територією району проходить автошлях E95М05; а також Р54 та Т 1621.
В районі телефонний зв'язок забезпечує цех телекомунікаційних послуг № 22 Одеської філії ПАТ «Укртелеком». Телефонна станція налічує 3824 номери., що в середньому по району на 100 чоловік становить 19 одиниць.
Район повністю покритий мобільним зв'язком компаній Київстар, Інтертелеком, UMC, Life.

## Політика
25 травня 2014 року відбулися Президентські вибори України. У межах Савранського району було створено 19 виборчих дільниць. Явка на виборах складала — 57,43 % (проголосували 8 635 із 15 035 виборців). Найбільшу кількість голосів отримав Петро Порошенко — 50,72 % (4 380 виборців); Юлія Тимошенко — 17,58 % (1 518 виборців), Олег Ляшко — 10,45 % (902 виборців), Сергій Тігіпко — 7,03 % (607 виборців). Решта кандидатів набрали меншу кількість голосів. Кількість недійсних або зіпсованих бюлетенів — 1,23 %.